# Олешківський район
Олешківський райо́н (до 2016 року — Цюрупинський) — колишня адміністративно-територіальна одиниця у складі Херсонської області України. Площа — 1,8 тис. км². Населення — 72 444 осіб. Районний центр — місто Олешки.
Ліквідований з 19 липня 2020 року відповідно до постанови Верховної Ради України «Про утворення та ліквідацію районів» від 17 липня 2020 року № 807-IX..

## Географія
Олешківський район розташований у нижній лівобережній частині Дніпра. По його руслу на півночі і заході межує з Бериславським, Білозерським районами і Херсоном, сході з Каховським і Чаплинським, півдні з Скадовським і південному заході з Голопристанським районами.
Район розташований у зоні найбільшої у Європі піщаної арени, прозваної «українськими Каракумами». Тут розташована друга за розмірами в Європі пустеля — Олешківські піски.
Завдяки перетворюючій роботі кількох поколінь тут з'явилися мальовничі ліси, які докорінно облагородили природу Нижнього Дніпра. Значну роботу тут ведуть науковці Нижньодніпровської науково-дослідної станції із залісення пісків та виноградарства.

### Природно-заповідний фонд
- Корсунський (заказник)
- Саги (заказник)

## Історія
В історичному плані на території Олешківщини розміщувалося багато поселень різних племен. У свій час тут існувала Олешківська Січ. Саме місто Олешки було засноване у 1784 році. Нині це місто районного підпорядкування.
З 1928 до 2016 року місто Олешки називалося Цюрупинськом, а район відповідно Цюрупинським районом.
20.3.1946 вилучено з Цюрупинського району та включено до складу Новомаячківського району Новолагерську сільську раду.

## Економіка

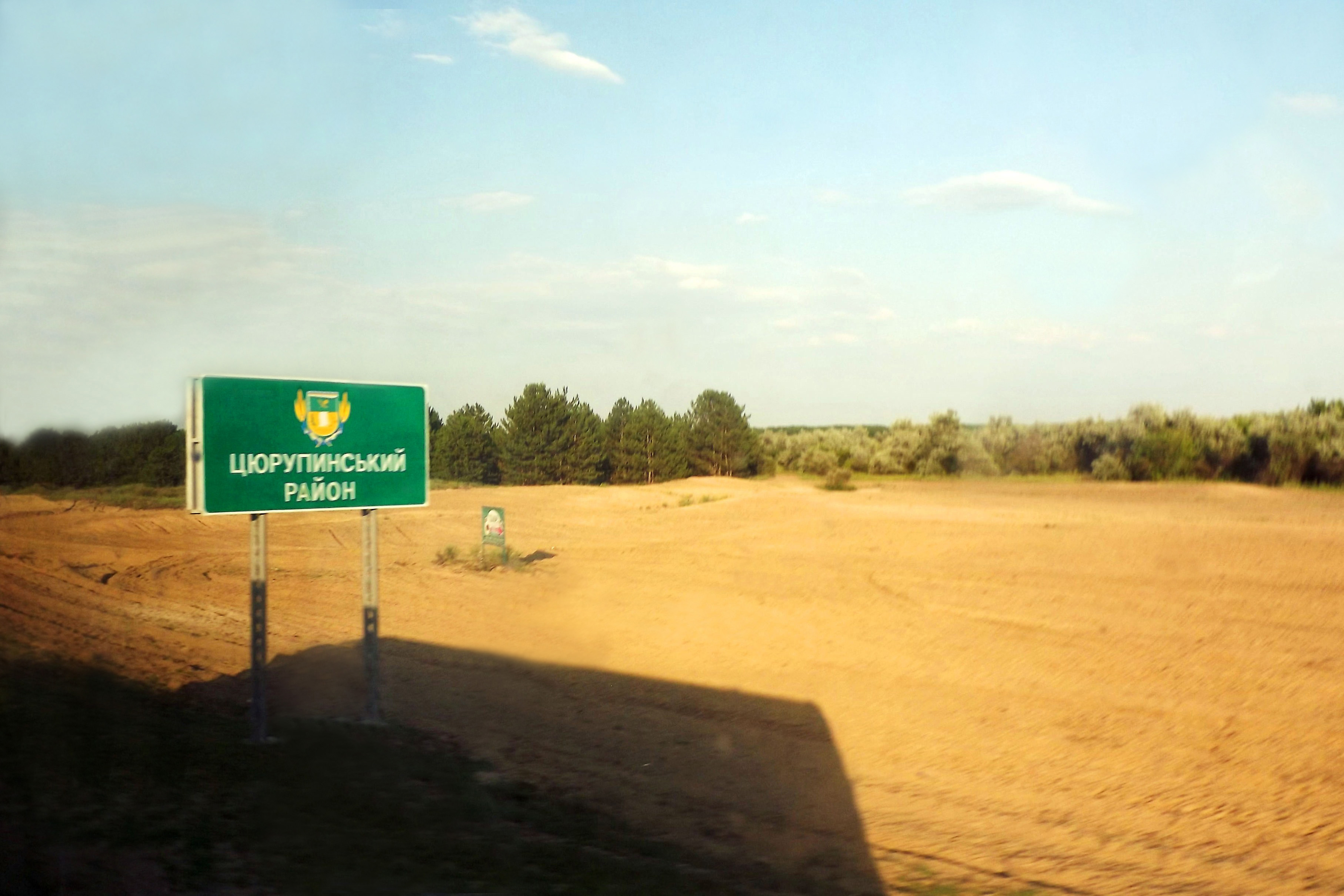
В'їзд до Олешківського району з боку Голої Пристані

Основу сільськогосподарського виробництва становить зернове господарство, виноградарство, раннє овочівництво, тваринництво молочно-м'ясного спрямування, вівчарство. Це визначає промислове обличчя району.
Усе більше уваги привертає до себе своєю продукцією Олешківський виноробний завод, вироби якого під торговою маркою «Вина Олешшя» користуються великим попитом на вітчизняному ринку. Широкі можливості для збільшення випуску продукції має маслосирзавод.

## Транспорт
Територією району проходить автошлях E97 та залізницяХерсон-Вадим-Джанкой.
Курсують дизель поїзди сполученням Херсон-Брилівка та Миколаїв-Вадим

## Населення
Національний склад населення за даними перепису 2001 року:
| Національність | Кількість осіб | Відсоток |
| -------------- | -------------- | -------- |
| українці       | 61876          | 85,62 %  |
| росіяни        | 8491           | 11,75 %  |
| вірмени        | 437            | 0,60 %   |
| білоруси       | 375            | 0,52 %   |
| молдовани      | 160            | 0,22 %   |
| інші           | 933            | 1,29 %   |

Мовний склад населення за даними перепису 2001 року:
| Мова       | Кількість осіб | Відсоток |
| ---------- | -------------- | -------- |
| українська | 59349          | 82,12 %  |
| російська  | 12095          | 16,74 %  |
| вірменська | 309            | 0,43 %   |
| білоруська | 104            | 0,14 %   |
| молдовська | 82             | 0,11 %   |
| інші       | 333            | 0,46 %   |

## Постаті, пов'язані з районом
- Мартинов Сергій Якович (1925 – 1990) — Герой Соціалістичної Праці.

## Туризм

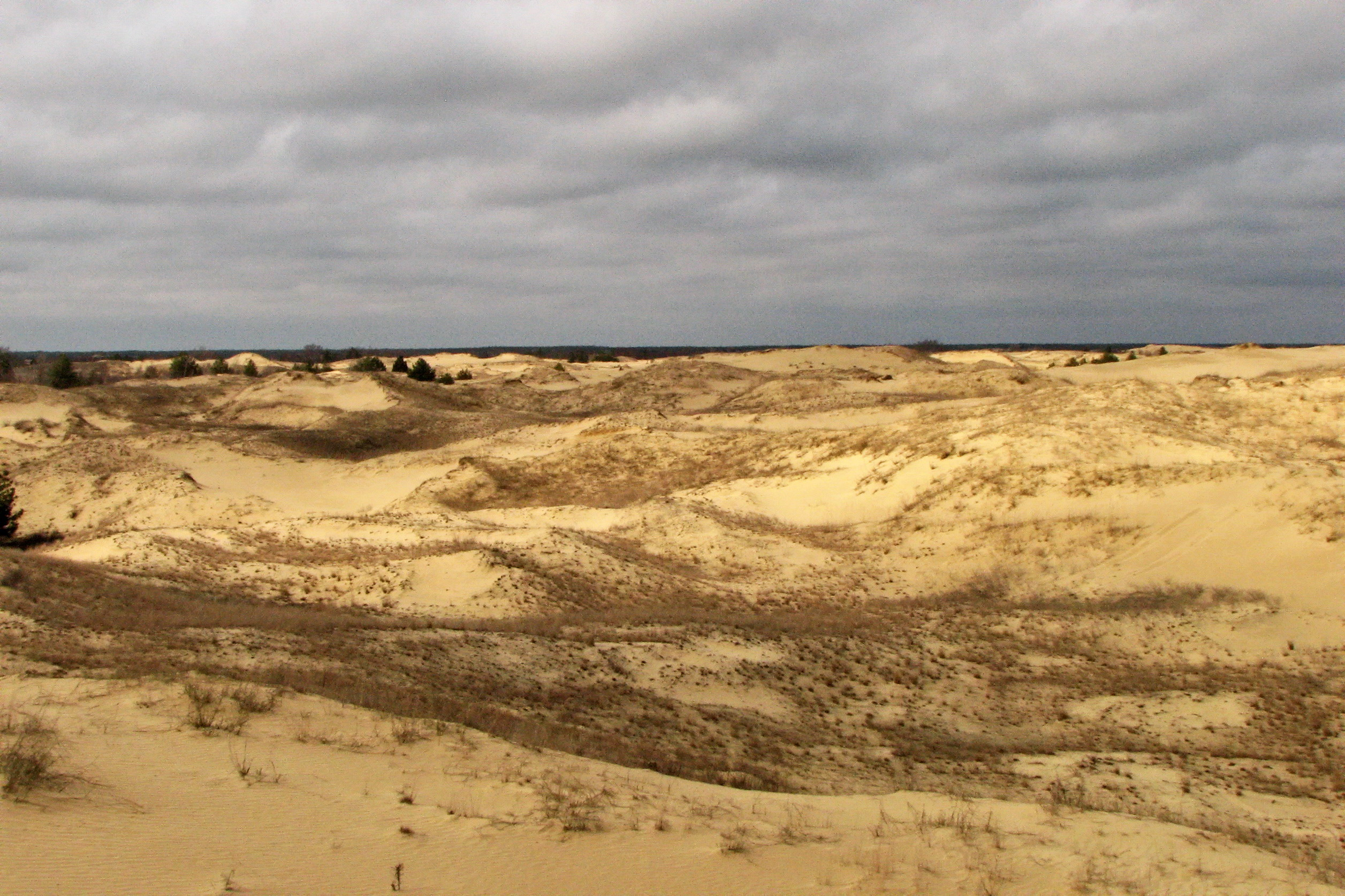
Олешківські піски

У ближчій перспективі через район має пролягти Європейський транспортний коридор. Це ще в більшій мірі відкриє можливості для виходу району в світ і для ще більшого приїзду гостей у численні чарівні дніпровські заплави, рукотворні ліси, на туристичну базу в селі Кринки, де любив бувати класик українського гумору Остап Вишня.

## Політика
25 травня 2014 року відбулися Президентські вибори України. У межах Олешківського району було створено 48 виборчих дільниць. Явка на виборах складала — 46,92 % (проголосували 25 440 із 54 222 виборців). Найбільшу кількість голосів отримав Петро Порошенко — 48,29 % (12 285 виборців); Юлія Тимошенко — 12,85 % (3 268 виборців), Сергій Тігіпко — 10,57 % (2 690 виборців), Олег Ляшко — 6,93 % (1 763 виборців), Анатолій Гриценко — 6,63 % (1 687 виборців). Решта кандидатів набрали меншу кількість голосів. Кількість недійсних або зіпсованих бюлетенів — 1,80 %.